# Бісера Костадиновська-Стойчевська
Бісера Костадиновська-Стойчевська (мак. Бисера Костадиновска-Стојчевска; 20 лютого 1986, Бітола) — македонська філологиня та політична діячка. З 16 січня 2022 року — Міністр культури Північної Македонії.

## Біографія
Бісера Костадиновська-Стойчевська народилася в Бітолі 20 лютого 1986 року, де здобула початкову та середню освіту. Здобула докторський ступінь на педагогічному факультеті Університету «Св. Климент Охридський» у Бітолі, англійська мова. Стала викладачкою факультету і просунулася до доцента.
15 липня 2020 року обрана депутаткою від Соціал-демократичного союзу Македонії, а 16 січня 2022 року стала міністеркою культури.